# Faiditus bryantae
Faiditus bryantae là một loài nhện trong họ Theridiidae.
Loài này thuộc chi Faiditus. Faiditus bryantae được H. Exline & Herbert Walter Levi miêu tả năm 1962.